# Queen Elizabeth II Platinum Jubilee Medal

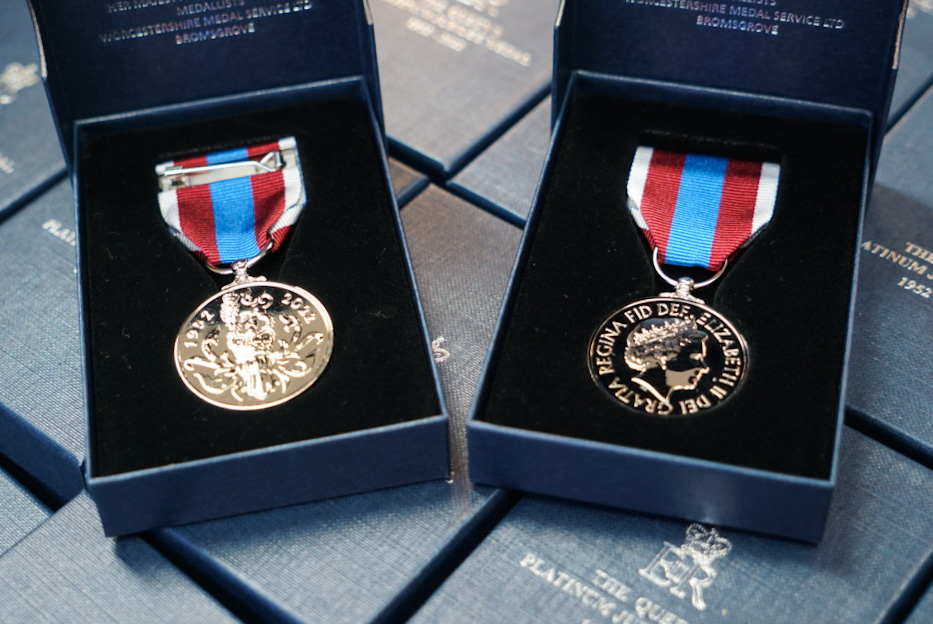
Bilder der Medaille

Die Queen Elizabeth II Platinum Jubilee Medal oder The Queen’s Platinum Jubilee Medal ist eine Ehrenauszeichnung des Vereinigten Königreichs sowie mehrerer Commonwealth Realms, die im Jahr 2022 als Erinnerung an den 70. Jahrestag der Thronbesteigung von Königin Elisabeth II. verliehen wurde.
Im Vereinigten Königreich wurde die Medaille Personen, die im öffentlichen Dienst arbeiten, einschließlich der Streitkräfte, der Rettungsdienste und des Vollzugdienstes, verliehen.
Getragen wird die Auszeichnung als Medaille an der linken oberen Brustseite.
Die Bandschnalle hat silberne Kanten, die das Silberjubiläum darstellen, das Blau von der Goldenen Jubiläumsmedaille und das Rot von dem Diamantjubiläumsband.

## Vereinigtes Königreich

### Design
Die Medaille ist aus Neusilber. Auf der Vorderseite ist eine von Ian Rank-Broadley gestaltete Büste der Queen. Auf der Rückseite ist das Große Wappen des Vereinigten Königreichs in der Version abgebildet, welche außerhalb von Schottland verwendet wird. Das Band ist symmetrisch mit senkrechten Streifen, die von außen silber, rot und blau sind. Silber steht für das Silberne Thronjubiläum, Blau für das Goldene und Rot für das Diamantene steht.
Die Medaille wurde vom Worcestershire Medal Service gefertigt.

### Berechtigte
Die Medaille für das Platin-Jubiläum Ihrer Majestät haben erhalten:
- Diensthabende Angehörige der Streitkräfte, die am 6. Februar 2022 fünf volle Kalenderjahre Dienst geleistet haben.
- Freiwillige Reserve und ehemalige reguläre Reservisten der Streitkräfte, die derzeit im Dienst sind und fünf Befähigungsnachweise erhalten haben.[8]
- Uniformierte erwachsene Freiwillige der Kadettentruppe in von der MOD gesponserten Kadettentruppen mit 1826 Tagen Mitgliedschaft (nicht unbedingt kontinuierlich) und fünf effektiven Ausbildungsjahren, von denen 2021/2022 eines sein muss. Das effektive Trainingsjahr beträgt 15 Diensttage zwischen dem 1. April und 31. März (7 im Jahr 2020/21 und 10 im Jahr 2021/22, um COVID-19 zu berücksichtigen), wobei ein Paradeabend als Vierteltag zählt.[8]
- Rettungsdienstmitarbeiter, die, egal ob bezahlt oder freiwillig, Notfälle im Rahmen ihrer Dienstbedingungen bewältigen und am 6. Februar 2022 fünf volle Kalenderjahre Dienst geleistet haben.
- Personal des Vollzugsdienstes, das im öffentlichen Dienst steht und regelmäßig schwierigen und teilweise Notsituationen ausgesetzt ist und am 6. Februar 2022 fünf volle Kalenderjahre Dienst geleistet hat.
- Mitglieder des königlichen Haushalts mit einem Jahr qualifizierender Dienstzeit.
- Lebende Träger des Victoria-Kreuz und des Georgs-Kreuz.

Die kanadische Regierung entschied sich dafür, keine Platinum Jubilee Medal auszustellen, obwohl sie Medaillen für das Silberne, Goldene und Diamantene Thronjubiläum herausgegeben hatte. Als Reaktion haben mehrere kanadische Provinzen, darunter Alberta, Manitoba, New Brunswick, Nova Scotia, Prince Edward Island und Saskatchewan, eigene Platin-Jubiläumsmedaillen herausgegeben.
In allen herausgebenden Provinzen war es Vorgabe, dass die Personen
- eine Beziehung zu der Provinz haben mussten,
- einen bedeutenden Beitrag für Kanada, Alberta oder eine bestimmte Region oder Gemeinde in Alberta geleistet haben und
- am 6. Februar 2022 leben mussten.

## Karibik

### Antigua and Barbuda
Während ihres Besuchs in Antigua und Barbuda am 25. April überreichten der Earl und die Countess of Wessex drei Personen im Government House Platin-Jubiläumsmedaillen, um deren Verdienste um die nationale Sicherheit anzuerkennen.

### Belize
Frontline-Mitglieder für ihren Dienst während der Hurrikane Eta und Iota sowie der COVID-19-Pandemie.

### Jamaika
Mitglieder der Jamaica Defence Force, der Jamaica Constabulary Force, des Departments of Correctional Services, der Jamaica Fire Brigade und des Emergency Medical Services.